# Arganodus
Arganodus es un género extinto de Ceratodontidae (pez pulmonado) que vivió en Estados Unidos durante el Triásico. Sus fósiles se han encontrado en la Formación Redonda, Nuevo México, y la Formación Cumnock, de Carolina del Norte, aunque los especímenes de esta última región son más pequeños que la mayoría de los ejemplares registrados. También se han encontrado fósiles en el Parque nacional del Bosque Petrificado. Fue nombrado originalmente por Martin en 1979, y abarca a dos especies, A. dorotheae y A. atlantis. Arganodus probablemente era similar a los actuales peces pulmonados, y habitaba en madrigueras subacuáticas durante los períodos secos hasta que aparecieran las lluvias monzónicas.